# Kysylarmejez
Kysylarmejez (قزل ئارمييس‎ Yaña imlâ-Alphabet, tatarisch Кызылармеец Kyzylarmeec - Tatarisches Alphabet,  russisch Кызылармеец, wiss. Transliteration Kyzylarmeec, en.: Qьzьl Armies, dt.: Rotarmist) war eine Tatarische Zeitung, die in der Sowjetunion von 1924 bis 1938 veröffentlicht wurde. Die Zeitung war ein Organ des Politischen Direktorats des Militärdistrikts Wolga und richtete sich an Tatarisch sprechende Mitglieder der Roten Armee. Ursprünglich wurde die Zeitung in Samara veröffentlicht, der Sitz wurde jedoch 1925 nach Kasan verlegt.

## In Samara

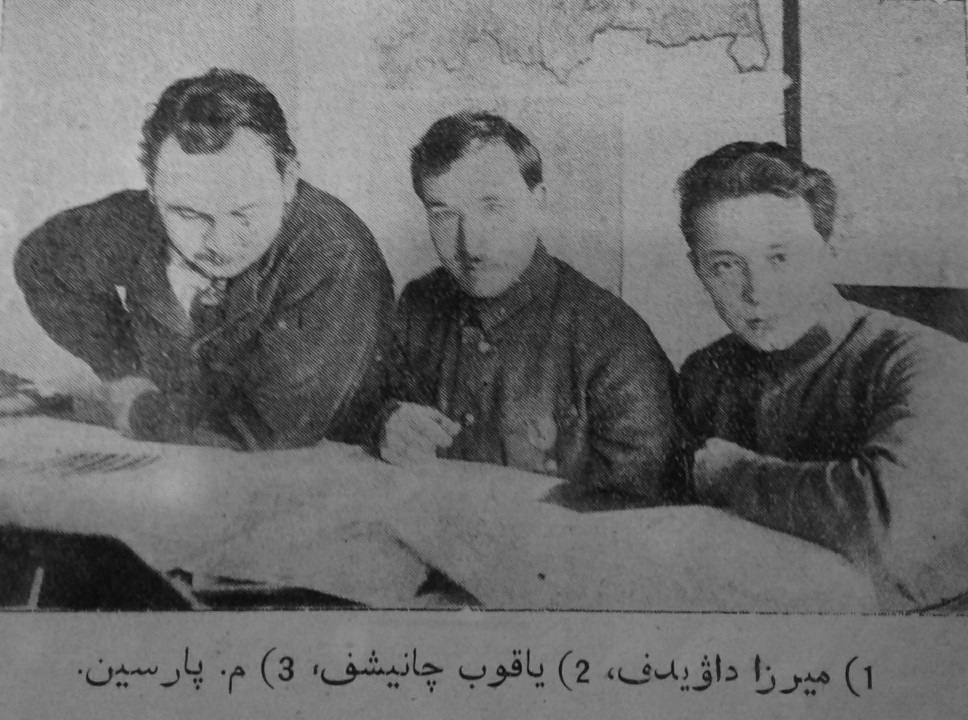
Redakteure von Kysylarmejez: Mirza Dawidow, Jakub Dschangirowitsch Tschanyschew, Michail Parsin (v. r. n. l.)

Die Veröffentlichung von „Kysylarmejez“ begann 1924 in der Stadt Samara als wöchentliches tatarischsprachiges Organ der Politischen Direktion des Wolga-Militärbezirks. Die erste Nummer erschien am 7. Juni 1924. Zur Redaktion gehörten F. Taipov, H. Kurmi und A. Shnitkov.. Die Redaktion befand sich im Haus der Roten Armee in der Saratowskaja-Straße.
Kysylarmejez ersetzte die eingestellte Zeitung Aul. Wie auch bei Aul kämpfte Kysylarmejez mit dem Mangel an kompetenten Mitarbeitern. Die Zeitung hatte nur wenige Korrespondenten und konnte auch keine nennenswerte Leserschaft gewinnen. Die letzte Ausgabe der Kysylarmejez in Samara war die 18. Ausgabe am 15. November 1924.

## Umzug nach Kasan
Die Zeitung zog nach Kasan um. Die erste Ausgabe am neuen Standort erschien am 23. Februar 1925. Die Zeitung war nun ein gemeinsames Organ der „Politischen Direktion“ und des Tatarischen Regionalkomitees (КПССның Татарстан өлкә комитеты - KPSSnyң Tatarstan өlkә komitety) der Kommunistischen Partei (Bolschewiki). In den anhaltenden Debatten über die Ablösung der arabischen Schrift in der tatarischen Sprache betrachteten die Befürworter der Latinisierung (Jaꞑalif) die Redaktion der Zeitungen als Gegner der geplanten Reform.
Eine neue Redaktion wurde gegründet, bestehend aus Fatix Säyfi-Qazanlı, Jakub Dschangirowitsch Tschanyschew und Mirza Dawidow. Tschanyschew und Dawidow waren Militärangehörige mit Erfahrung aus anderen Publikationen der Roten Armee. Nach der Verlegung nach Kasan verbesserte sich die Qualität der Zeitung hinsichtlich Schriftart und Drucktechnik rapide. Die Zeitung wurde zu einer vierseitigen Wochenzeitung. Sie wurde unter den Tataren innerhalb der Roten Armee innerhalb und außerhalb Tatarstans verteilt, wodurch ihre Auflage schnell anstieg. Im Jahr 1925 lag die Auflage bei 1.400. Auch das Korrespondentennetz von Kysylarmejez wuchs und sorgte für einen zunehmenden Zustrom veröffentlichter Notizen, die an die Redaktion gesandt wurden.

## Spätere  Periode
Qawi Näcmi war von 1928 bis 1933 leitender Herausgeber der Zeitung. Zakir Gali war von 1934 bis 1936 Chefredakteur. 1928 arbeitete der Dichter Nur Galimowitsch Bajanow in der Literaturabteilung der Zeitung. 1933 arbeitete der Dichter Fatih Karim in der Redaktion.
Zwischen Mai 1929 und Januar 1933 veröffentlichte die Redaktion die Beilage Osoaviakhim, ebenfalls in tatarischer Sprache. Sie fungierte als Organ von Tatosoaviakhim, dem Zweig der OSSOAWIACHIM-Bewegung in der Tatarischen ASSR. Es wurden 124 Ausgaben von Osoawiachim veröffentlicht.
Im Mai 1937 wurde die Zeitung zum Organ der Politischen Abteilung der Kasaner Schützendivision, benannt nach dem Tatarischen Zentralen Exekutivkomitee. Am 30. November 1937 erschien die letzte Ausgabe in tatarischer Sprache. Eine letzte Ausgabe der Zeitung erschien am 8. Mai 1938 in russischer Sprache.